# Белая (приток Печоры)
Белая (устар. Лун-Вож) — река в России, протекает в Республике Коми по территории Печерского района. Устье реки находится в 900 км по левому берегу реки Печора. Длина реки составляет 26 км.

## Притоки
- 1 км: Войвож (лв)[3]
- 9 км: Пустой-Ёль (лв)

## Данные водного реестра
По данным государственного водного реестра России относится к Двинско-Печорскому бассейновому округу, водохозяйственный участок реки — Печора от водомерного поста у посёлка Шердино до впадения реки Уса, речной подбассейн реки — бассейны притоков Печоры до впадения Усы. Речной бассейн реки — Печора.
Код объекта в государственном водном реестре — 03050100212103000063627.